# رابرت مک‌فرسون
رابرت مک فرسون (به انگلیسی: Robert MacPherson) ‏(زاده ۲۶ مه ۱۹۴۴ در اوهایو) ریاضی‌دان آمریکایی و استاد در مؤسسه مطالعات پیشرفته و دانشگاه پرینستون است. علت شهرت وی، اختراع همولوژی تقاطع با همکاری مارک گورسکی - که مک فرسون استاد راهنمای پایان‌نامه وی در دانشگاه براون بوده‌است - می‌باشد. مک فرسون قبلاً در دانشگاه براون، دانشگاه پاریس، موسسه فناوری ماساچوست تدریس کرده‌است.

## جوایز
- NAS Award in Mathematics (1992)
- Leroy P. Steele Prize (2002)
- Heinz Hopf Prize (2009)